# Лёфевр де ла Бодри, Ги
Ги Лёфевр да ла Бодри (фр. Guy Le Fèvre de La Boderie; 9 августа 1541, имение Ла Бодри, Сент-Онорин-ла-Шардонн, Нижняя Нормандия — 10 июня 1598, там же) — французский поэт-герметик, филолог, переводчик.

## Биография
Сын Жака Лёфевра, сеньора Ла Бодри. Учился еврейскому и сирийскому языкам у Гийома Постеля. Участвовал в работе над Антверпенской полиглоттой. Тяжело переболел во Фландрии, был на грани смерти. Выздоровев и вернувшись во Францию, служил секретарём и переводчиком у герцога Алансонского. Был близок к Ронсару и другим поэтам Плеяды.

## Творчество
Автор мистической поэзии, насыщенной духом и символикой христианской каббалы. Переводил с сирийского на латынь, с латыни, испанского, итальянского на французский, среди его светских переводов — сочинения Цицерона, Хуана Андреса, Херонимо Муньоса, Франческо Джорджо Венето, Пико делла Мирандолы, Марсилио Фичино, Якопо Саннадзаро.

## Прижизненные издания
- Encyclie des secrets de l'éternité, поэма (1571)
- La Galliade, ou de la révolution des arts et sciences, поэма (1578)
- Hymnes ecclésiastiques, cantiques spirituels et autres meslanges poétiques (1578)
- Diverses meslanges poétiques (1582)